# Mathias Rösch
Mathias Rösch (* 1966) ist ein deutscher Historiker.

## Leben und Tätigkeit
2002 wurde Rösch an der Philosophischen Fakultät der Universität München mit einer von Walter Ziegler betreuten Dissertation über die Geschichte der Münchener NSDAP in den Jahren 1925 bis 1933 zum Dr. phil. promoviert. Die Arbeit war 1998 angenommen worden und wurde 2002 unter Herausgeberschaft des Instituts für Zeitgeschichte beim Oldenbourg-Verlag veröffentlicht. Das Werk arbeitete eine Reihe neuer Erkenntnisse heraus und erwies einige bis dahin gängige Annahmen zu dem untersuchten Thema als inkorrekt. Dazu zählt beispielsweise, dass die von der NS-Propaganda verbreitete und lange wenig hinterfragte Behauptung, dass die NSDAP die Macht in Berlin von München aus eroberte, fraglich sei, da die NSDAP in ihren Wahlergebnissen in München in den Jahren 1929 bis 1933 gegenüber den Wahlergebnissen in anderen Großstädten deutlich hinterherhinkte. Weiterhin habe die NSDAP, obwohl sie München als „Hauptstadt“ ihrer Bewegung deklarierte, in der Stadt aufgrund der gesellschaftlichen Verhältnisse und politischen Rahmenbedingungen nur begrenzt Fuß fassen können. Sowohl das in München besonders stark entwickelte katholisch-bayerische Milieu (das dafür sorgte, dass die Bayerische Volkspartei (BVP) in München tonangebend war) als auch ein beachtliches sozialistisches Arbeitermilieu hätten den Aufstieg der NSDAP in der Stadt gehemmt und letztlich verhindert, dass die NSDAP vor der Machtübernahme der Nationalsozialisten in München der politische Durchbruch gelang.
Die Arbeit fand zahlreiche Rezensionen in Fachorganen und in der Tagespresse: Wolfram Pyta lobte die Arbeit in der FAZ als „detailfreudig“, monierte aber, dass sie milieugeschichtliche Aspekte, namentlich die wechselseitige Durchdringung der NSDAP und des soziokulturellen Umfeldes in das sie in München eingebettet war, zugunsten einer verengten weitgehenden Fokussierung auf die Organisationsstruktur und -geschichte des Parteiapparates vernachlässige. Weiterhin sei der Aspekt der Gewalt und ihrer Anziehungskraft bzw. der Gewaltbereitschaft der SA in München im Rahmen der kulturgeschichtlichen Betrachtungen unzureichend untersucht worden, woraus eine Schieflage entstünde.
Seit 2006 ist Rösch Leiter des Schulmuseums Nürnberg und Kustos der Schulgeschichtlichen Sammlung der Universität Erlangen-Nürnberg.

## Schriften
- Die Münchner NSDAP 1925–1933. Eine Untersuchung zur inneren Struktur der NSDAP in der Weimarer Republik (= Studien zur Zeitgeschichte, Bd. 63), München 2002, ISBN 978-3-486-56670-3. (Neuauflage: 2014) (Volltext digital verfügbar).